# Milovanovič
Milovanovič je priimek več oseb:
- Ivo Milovanovič, športni komentator
- Jakob Milovanovič, slovenski hokejist